# Campaña presidencial de Joe Biden de 2024
Joe Biden, el cuadragésimo sexto presidente de los Estados Unidos, anunció su candidatura para la reelección para un segundo y último mandato como presidente el 25 de abril de 2023, con la vicepresidenta Kamala Harris como su compañera de fórmula. En caso de haber sido reelegido, habría sido el presidente más anciano en ser investido (el 20 de enero de 2025), superando su propio récord (20 de enero de 2021), y habría sido el segundo vicepresidente en dos mandatos en ser elegido presidente dos veces, después de Richard Nixon en 1972.
En mayo de 2021, el jefe de gabinete de Biden, Ron Klain, indicó que la administración Biden estaba «anticipando un duro enfrentamiento en las elecciones generales» contra Donald Trump, quien había sido el 45.º presidente de los Estados Unidos y había sido derrotado por Biden en las elecciones presidenciales de 2020, si este último seguía adelante con su intento de regresar a la presidencia. En noviembre de 2021, en medio de una disminución en los índices de aprobación, la Casa Blanca de Biden reiteró la intención de Biden de presentarse a la reelección. En una conferencia de prensa en marzo de 2022, cuando se le preguntó sobre la posibilidad de que Trump fuera su oponente en 2024, Biden respondió: «Sería muy afortunado si tuviera al mismo hombre postulándose en mi contra».
El 21 de julio, Joe Biden anunció su renuncia a su campaña electoral dándole su apoyo a su vicepresidente, Kamala Harris, para ser la nominada del Partido Demócrata. Kamala tiene el apoyo de los Clinton y Biden, sin embargo Obama evitó apoyarla y pidió "crear un proceso" para elegir un "un candidato sobresaliente".

## Antecedentes
Esta es la cuarta campaña presidencial de Biden y la primera como titular del cargo. Su primera campaña fue en las primarias presidenciales del Partido Demócrata de 1988, donde inicialmente fue considerado uno de los candidatos más fuertes. Luego estalló un escándalo cuando los periódicos revelaron plagio por parte de Biden en registros de la escuela de leyes y en discursos, lo que llevó a su retiro de la carrera en septiembre de 1987.
Hizo un segundo intento durante las primarias presidenciales del Partido Demócrata en 2008. Al igual que en su primera candidatura presidencial, Biden no logró obtener un nivel suficiente de respaldo y apoyo. Se retiró de la carrera después de su pobre desempeño en el caucus de Iowa el 3 de enero de 2008. Finalmente fue elegido por Barack Obama como su compañero de fórmula y ganaron las elecciones generales, siendo investido como vicepresidente de los Estados Unidos el 20 de enero de 2009. Fue el compañero de fórmula de Obama en 2012 y fue reelegido como vicepresidente, siendo investido para un segundo mandato el 20 de enero de 2013, y sirviendo hasta el 20 de enero de 2017.
La tercera candidatura presidencial de Biden se produjo durante las primarias presidenciales del Partido Demócrata de 2020, donde centró sus planes como el candidato con la mejor oportunidad de derrotar al entonces presidente Donald Trump en las elecciones generales. Politico informó en 2018 que Biden había rechazado una proposición de comprometerse a servir solo un mandato como presidente.

## Primarias demócratas
Biden no estaba en la papeleta de las primarias de New Hampshire del 23 de enero, pero ganó el estado en una campaña de escritura con el 63.8% de los votos. Biden quería que Carolina del Sur fuera la primera primaria y ganó ese estado el 3 de febrero con el 96% de los votos. Biden recibió el 89.3% de los votos en Nevada y el 81.1% de los votos en Míchigan, quedando en segundo lugar «Ninguno de estos Candidatos» y «No Comprometido», respectivamente. En el Supermartes 2024, Biden ganó 15 de los 16 concursos, obteniendo el 80% o más de los votos en las primarias en 13 de los 16 concursos. El 12 de marzo, con victorias en Georgia, Misisipi y Washington, alcanzó los 1,968 delegados necesarios para ganar la nominación demócrata, convirtiéndose en el candidato presunto.

## Oposición y retiro

### Árabes y estadounidenses musulmanes

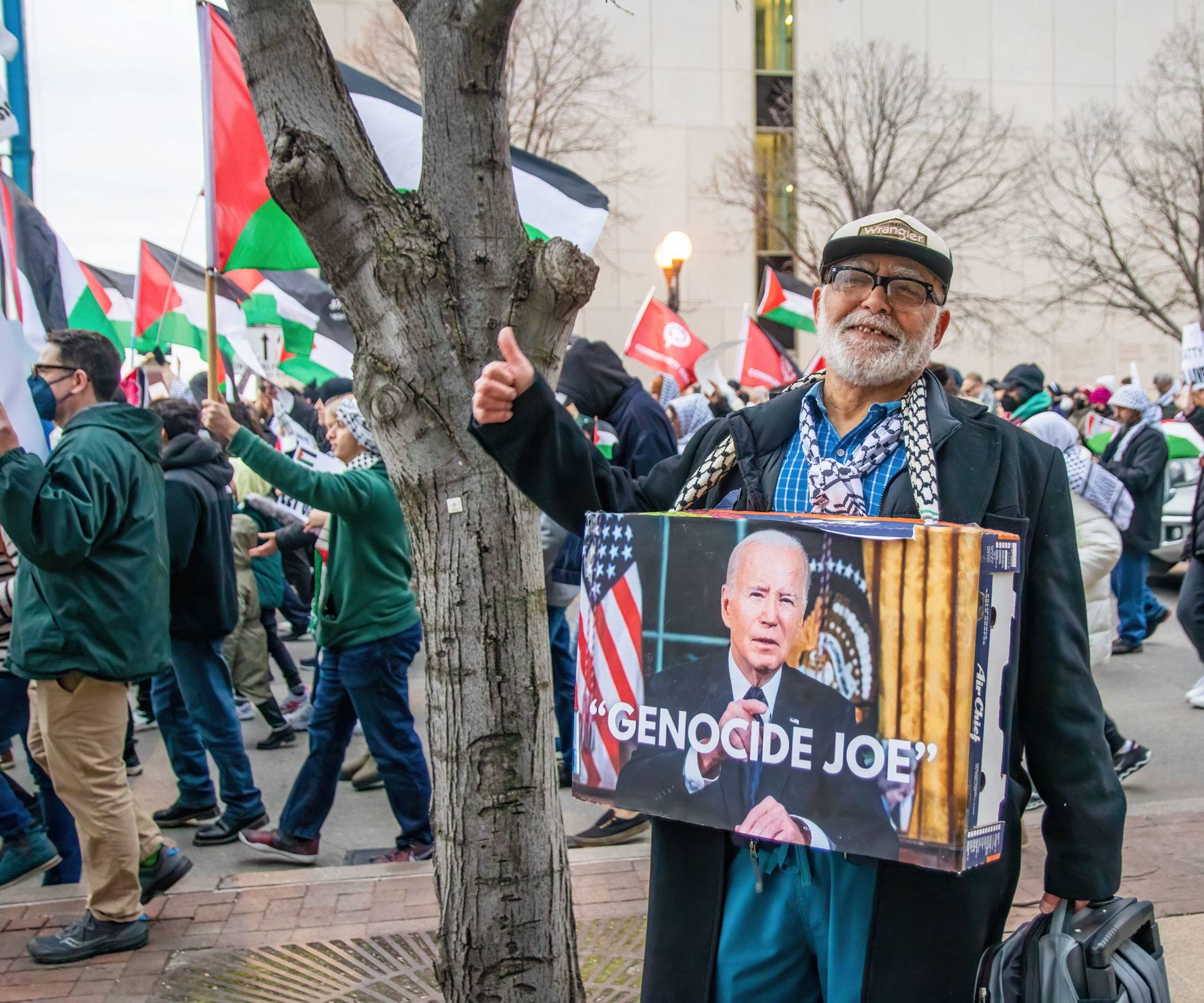
Un manifestante en Columbus, Ohio, llevando un letrero refiriéndose a Biden como «Joe el Genocida».

En respuesta a la reacción de la administración Biden ante la guerra entre Israel y Gaza, líderes musulmanes y árabes estadounidenses de estados decisivos iniciaron la campaña #AbandonBiden, que alienta a los votantes en los Estados Unidos a no votar por Biden como forma de protesta por su apoyo a Israel. Los líderes de la organización dijeron que no apoyarían a Donald Trump, pero tampoco votarían por Biden. El 30 de diciembre de 2023, la campaña #AbandonBiden anunció su expansión a nivel nacional. James Zogby, presidente del Instituto Árabe Americano, argumentó que la oposición árabe estadounidense a Biden se debía a su «insensibilidad» hacia el sufrimiento palestino.
El apoyo de Biden a Israel ha provocado oposición de los estadounidenses musulmanes y árabes, especialmente en Míchigan, que tiene una gran población musulmana y una gran población árabe. El alcalde Abdullah Hammoud de Dearborn se negó a reunirse con la campaña de Biden en enero de 2024 porque dijo que las vidas de los palestinos no se miden en encuestas. Hammoud luego se unió a 30 legisladores estatales y miembros de la Comisión del Condado de Wayne para ejercer presión sobre Biden. La representante estadounidense Rashida Tlaib, la única estadounidense de origen palestino en el Congreso, también llamó a los demócratas de Míchigan a votar «no comprometido» en las primarias estatales.

### Llamados para que Biden se retire
Biden ha enfrentado llamados tanto de comentaristas como de colegas demócratas para retirarse de la carrera debido a preocupaciones sobre su salud, sus números en las encuestas contra el nominado republicano presumible Donald Trump y sus bajos índices de aprobación, que han estado por debajo del 44% desde agosto de 2021. En febrero de 2024, una encuesta de Gallup colocó la aprobación de Biden entre los estadounidenses en un 38%, mientras que una encuesta de Ipsos mostró que el 86% de los votantes creen que es demasiado mayor para ejercer un segundo mandato. Debido a esto, los demócratas han sugerido que Biden se retire de la carrera para permitir que un candidato más joven con mayor atractivo nacional se convierta en el nominado demócrata. Las sugerencias sobre quién podría reemplazar a Biden incluyen a Kamala Harris, cuyos propios índices de aprobación y electabilidad son motivo de preocupación para los funcionarios del partido. Otras alternativas incluyen al gobernador de California, Gavin Newsom, cuyas acciones en los últimos meses han sugerido una campaña en la sombra, así como otros gobernadores estatales con perfiles nacionales: Jared Polis de Colorado, J. B. Pritzker de Illinois, Josh Shapiro de Pensilvania y Gretchen Whitmer de Míchigan. Biden y su campaña han desviado estas preocupaciones, demostrando que tiene la intención de permanecer en la carrera. Jaime Harrison, presidente del Comité Nacional Demócrata, calificó la idea de reemplazar a Biden como «certificablemente loca» en un tuit.
El 27 de junio Trump y Biden realizaron un debate en CNN sin público y con micrófonos cerrados. En este debate Biden se mostró incompetente y con signos de demencia senil, lo cual despertó dudas dentro de la militancia demócrata sobre si Biden debe ser reemplazado o no como candidato.

### Retiro
El 21 de julio de 2024, mediante una carta publicada en su cuenta personal de X, Biden anunció el retiro de su campaña presidencial.